# 筑間啓亘
筑間 啓亘（ちくま ひろのぶ、1934年11月5日-  ）は、日本の経営者である。プロ野球球団近鉄バファローズ球団社長を務めた。

## 来歴・人物
岐阜県岐阜市出身。1952年に東京大学法学部私法学科を卒業し、同年に近畿日本鉄道に入社した。1993年6月に取締役に就任し、1997年6月には常務に就任した。1998年6月から2003年6月までに常任監査役を務め、2004年6月までに監査役を務めた。
その一方で、1995年6月から1998年6月までに近鉄バファローズ球団社長を務めた。